# Famille Da Sangallo
La famille Da Sangallo est une famille d'architectes et de peintres florentins prolifiques pendant la Renaissance artistique dont les membres les plus illustres sont :
- Giuliano da Sangallo né Giuliano Giamberti (Florence, ~1445 - Rome, 1516), ingénieur florentin.
- Antonio da Sangallo le Vieux (Florence, 1455-1534), architecte italien.
- Bastiano da Sangallo dit Aristote (1481-1551), peintre florentin, le neveu de Giuliano da Sangallo et de Antonio da Sangallo le Vieux.
- Antonio da Sangallo le Jeune, Antonio Cordiani (Florence, 1484 - Terni, 3 août 1546), architecte italien.
- Francesco da Sangallo né « Giamberti » (1494-1576), sculpteur de la Renaissance tardive de l'école florentine.

Bien que leur patronyme soit Giamberti, ils obtinrent de prendre le pseudonyme de Da Sangallo en référence aux travaux qu'ils effectuèrent près de la porte Saint-Gall à Florence.
Ils firent lignée sous ce nom.

## Pour approfondir